# Виключність

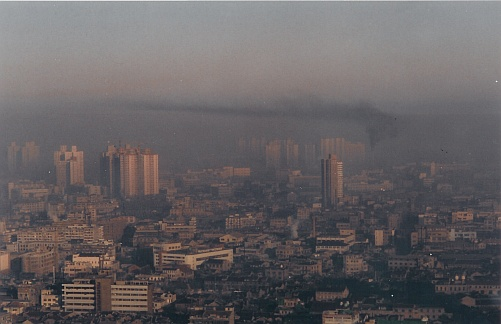
Повітря, чисте чи забруднене, не може бути виключене з використання кимось, отже, розглядається як невиключний «товар». Товар може бути невиключним незалежно від того наскільки сильним є чиєсь прагнення виключитись з його використання (наприклад, смог).

В економіці, товар, сервіс чи ресурс мають дві широкі властивості — ступінь виключності і ступінь суперництва. Виключність визначена як ступінь з яким товар, сервіс чи ресурс можна обмежити для використання лише платниками, або навпаки, ступінь з яким постачальник, виробник або керівний орган (наприклад, уряд) може запобігти «безкоштовному» споживанню товара.

## Приклади

### Виключні

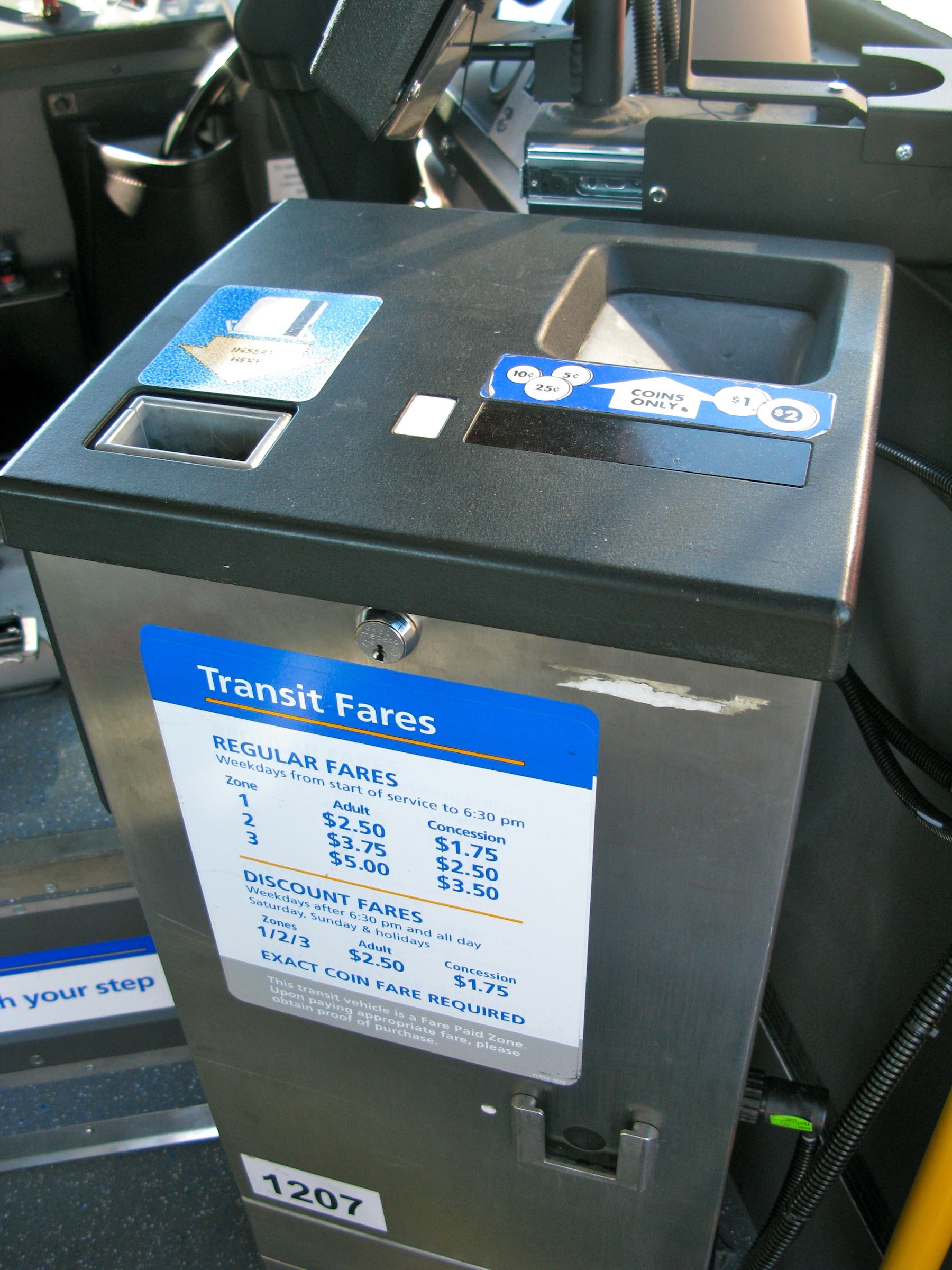
Автобус громадського транспорту, Ванкувер

Звичайний приклад це стрічка в кінотеатрі. Користувачі, що заплатили отримують квитки, які дозволяють їм одноразовий перегляд в кінотеатрі і це перевіряє служба безпеки та інші робітники кінотеатра.

### Напіввиключні
Тут прикладами можуть бути електронні книги, музика і ПЗ для комп'ютерів.

### Невиключні
Архітектурні пам'ятки, маяки тощо.